# Spilosmylus formosus
Spilosmylus formosus là một loài côn trùng trong họ Osmylidae thuộc bộ Neuroptera. Loài này được Banks miêu tả năm 1924.